# لي غاردنر (لاعب كرة قاعدة)
لي غاردنر (بالإنجليزية: Lee Gardner)‏ هو لاعب كرة قاعدة أمريكي، ولد في 16 يناير 1975 في بلدة هارتلاند في الولايات المتحدة.

## وصلات خارجية
- لي غاردنر على موقعبيزبول رفرنس.كوم (الدوري الرئيسي) (الإنجليزية)
- لي غاردنر على موقعبيزبول رفرنس.كوم (الدوري الثانوي) (الإنجليزية)